# Gaspar Campos
Gaspar Campos-Ansó Fernández, noto semplicemente come Gaspar Campos (Gijón, 27 marzo 2000), è un calciatore spagnolo, centrocampista dello Sporting Gijón.

## Carriera

### Club
Cresciuto nel settore giovanile dello Sporting Gijón, debutta in prima squadra il 25 giugno 2020 in occasione dell'incontro di Segunda División pareggiato 1-1 contro il Rayo Vallecano. Il 25 novembre 2021 va a segno per la prima volta, realizzando una doppietta nel match vinto 3-1 contro il Sabadell.

### Nazionale
Il 3 ottobre 2012 riceve la prima convocazione da parte della nazionale under-21 spagnola in vista dei match di qualificazione per gli europei; debutta il 12 ottobre giocando da titolare l'incontro vinto 3-1 contro l'Irlanda del Nord.

## Statistiche
Statistiche aggiornate al 23 ottobre 2021.

### Presenze e reti nei club
| Stagione        | Squadra          | Campionato      | Campionato | Campionato | Coppe nazionali | Coppe nazionali | Coppe nazionali | Coppe continentali | Coppe continentali | Coppe continentali | Altre coppe | Altre coppe | Altre coppe | Totale | Totale |
| Stagione        | Squadra          | Comp            | Pres       | Reti       | Comp            | Pres            | Reti            | Comp               | Pres               | Reti               | Comp        | Pres        | Reti        | Pres   | Reti   |
| --------------- | ---------------- | --------------- | ---------- | ---------- | --------------- | --------------- | --------------- | ------------------ | ------------------ | ------------------ | ----------- | ----------- | ----------- | ------ | ------ |
| 2018-2019       | Sporting Gijón B | SDB             | 2          | 0          |                 | -               | -               |                    | -                  | -                  |             | -           | -           | 2      | 0      |
| 2019-2020       | Sporting Gijón B | SDB             | 20         | 4          |                 | -               | -               |                    | -                  | -                  |             | -           | -           | 20     | 4      |
| 2020-2021       | Sporting Gijón B | SDB             | 3          | 0          |                 | -               | -               |                    | -                  | -                  |             | -           | -           | 3      | 0      |
| 2019-2020       | Sporting Gijón   | SD              | 5          | 0          | CR              | 0               | 0               |                    | -                  | -                  |             | -           | -           | 5      | 0      |
| 2020-2021       | Sporting Gijón   | SD              | 34         | 3          | CR              | 0               | 0               |                    | -                  | -                  |             | -           | -           | 34     | 3      |
| 2021-2022       | Sporting Gijón   | SD              | 11         | 2          | CR              | 0               | 0               |                    | -                  | -                  |             | -           | -           | 11     | 2      |
| Totale carriera | Totale carriera  | Totale carriera | 74         | 9          |                 | 0               | 0               |                    | -                  | -                  |             | -           | -           | 74     | 9      |

### Cronologia presenze e reti in nazionale

#### Under-21
| Cronologia completa delle presenze e delle reti in nazionale ― Spagna under 21 | Cronologia completa delle presenze e delle reti in nazionale ― Spagna under 21 | Cronologia completa delle presenze e delle reti in nazionale ― Spagna under 21 | Cronologia completa delle presenze e delle reti in nazionale ― Spagna under 21 | Cronologia completa delle presenze e delle reti in nazionale ― Spagna under 21 | Cronologia completa delle presenze e delle reti in nazionale ― Spagna under 21 | Cronologia completa delle presenze e delle reti in nazionale ― Spagna under 21 | Cronologia completa delle presenze e delle reti in nazionale ― Spagna under 21 |
| Data                                                                           | Città                                                                          | In casa                                                                        | Risultato                                                                      | Ospiti                                                                         | Competizione                                                                   | Reti                                                                           | Note                                                                           |
| ------------------------------------------------------------------------------ | ------------------------------------------------------------------------------ | ------------------------------------------------------------------------------ | ------------------------------------------------------------------------------ | ------------------------------------------------------------------------------ | ------------------------------------------------------------------------------ | ------------------------------------------------------------------------------ | ------------------------------------------------------------------------------ |
| 12-10-2021                                                                     | Siviglia                                                                       | Spagna under 21                                                                | 3 – 0                                                                          | Irlanda del Nord under 21                                                      | Qual. Europeo Under-21 2023                                                    | -                                                                              | 57’                                                                            |
| Totale                                                                         |                                                                                | Presenze                                                                       | 1                                                                              |                                                                                | Reti                                                                           | 0                                                                              |                                                                                |